# Шас (партија)
Шас (ש״ס, Shomrei Sfarad) је јеврејска-ортодоксна и националистичка политичка странка у Израелу.
Основана је 1984. од стране рабина Овадиа Јосеф и представља интересе ортодоксних Сефардских Јевреја.
Шас брани права и бори се против дискриминације Сефардске популације и залаже се за ширење и одбрану ортодоксног јудаизма и ортодоскног начина живота. Шас такође подржава јеврејску колонизацију у Западној обали и противи се ставарању палестинске државе и давању израелског држављанства Арапима у Израелу. Шас осуђује и геј бракове и прајдове и више пута је због тога оптуживана као хомофобна и дискриминаторска организација.

## Лидери
```
Нисим Зе'ев (1982-84)
Јицак Перец (1984-90)
Аријех Дери (1990-99)
Ели Јишаји (1999-2012)
Аријех Дери (2012-)
```